# Michael Oliver (aktor)
Michael Joshua Oliverius (ur. 10 października 1981 w Los Angeles) – amerykański aktor dziecięcy. Wystąpił w roli Juniora Healya w czarnej komedii Dennisa Dugana Kochany urwis (1990) i jej sequelu Kochany urwis 2 (1991).